# Torrente (mode)
Pour les articles homonymes, voir Torrente.
Torrente est une maison de couture française, fondée en 1968 à Paris par Rose Mett.

## Haute couture
Rose Mett a commencé par travailler avec son frère Ted Lapidus avant d'ouvrir sa première boutique.
En 1971, Torrente remplit les conditions pour s’insérer dans le cercle restreint de la haute couture parisienne. C’est en 1988 que l'entreprise s’est installée au Rond-point des Champs Élysées, dans l’hôtel particulier où exerça le couturier Paul Poiret.
Après une absence, la maison revient à la haute couture durant la semaine des défilés de janvier 2002
Rose Mett fut sa présidente et sa directrice artistique jusqu’en février 2003 (année de publication du timbre de la Saint-Valentin signé Torrente). Le dernier défilé en haute couture a lieu en 2004. En 2021, l'entreprise fait l'objet d'un dépôt de bilan.

## Mode et Luxe
En plus de son activité de couture, Torrente a diffusé une ligne de prêt-à-porter masculin et propose également du parfum.

## Chronologie
- 1968 : Rose Mett ouvre sa boutique avenue Matignon à Paris.
- 1971 : Torrente entre dans la haute couture et lance une ligne de prêt-à-porter masculin.
- 1977 : Installation rue du Faubourg-Saint-Honoré
- 1987 : Une partie de la collection des années 1960 est exposée avec 20 autres grands couturiers à Rio de Janeiro et Sao Paulo
- 1988 : Installation au rond-point des Champs-Élysées
- 2006 : Installation Place Vendôme
- 2010 : création de l'atelier Haute fourrure
- 2003 : cession de la majorité du capital au groupe Chammas[1],[2].

## Directeurs Artistiques
- 1968-2003 : Rose Mett (assistée de Christophe Josse de 1989 à 2003)
- 2003-2004 : Julien Fournié